# صلح خوب می‌فروشه… اما کیه که بخره؟
صلح خوب می‌فروشه… اما کیه که بخره؟ (انگلیسی: Peace Sells... but Who's Buying?) دومین آلبوم استودیویی گروه ترش متال آمریکایی مگادث است که در ۲۵ سپتامبر ۱۹۸۶ میلادی و با لیبل کپیتال رکوردز منتشر شد.
صلح خوب می‌فروشه … اما کیه که بخره؟ در ابتدا پروژه‌ای بود که کامبت رکوردز مسئولیت تهیهٔ آن را به عهده داشت اما در نهایت آلبوم توسط کپیتال رکوردز خریداری شد و در سال ۱۹۸۶ آن را منتشر کرد. نسخهٔ رمیکس شده و ریمستر شدهٔ آلبوم در سال ۲۰۰۴ توسط دیو ماستین انتشار یافت.
وبگاه آل میوزیک در نقد این اثر آن را یک «هشدار سیاسی پانکی» همراه با تاریکی، ترساندن از تهدیدها و جهان‌بینی از نوع هوی متال‌اش دانسته است.
در همین راستا طرح جلد آلبوم را می‌توان بیانیه‌ای طعنه‌آمیز درباب دوران جنگ سرد به‌شمار آورد. در زمینهٔ قرمز و نارنجی رنگ تصویر مقر سازمان ملل در حالی نشان داده شده که بر اثر حملهٔ اتمی ویران شده است و ۳ هواپیما بر فراز آن در حال پرواز هستند. در جلوی تصویر ویک رتل‌هد (شخصیت مجازی گروه) در حالی دیده می‌شود که بر روی ویرانه‌ها ایستاده و تابلویی در دست دارد که روی آن عبارت «برای فروش» درج شده است که کنایه‌ای است از این‌که سازمان ملل برای فروش گذاشته شده است.
آهنگ سوم آلبوم با نام «صلح خوب می‌فروشه» در رده‌بندی وی‌اچ‌وان برای ۴۰ اثر برتر متال همهٔ دوران، رتبهٔ یازدهم را به‌خود اختصاص داد. همین آهنگ برای چند سال به‌عنوان تم اصلی اخبار ام‌تی‌وی استفاده می‌شد.

## بازخورد
| بازبینی‌های گذشته‌نگر | بازبینی‌های گذشته‌نگر |
| بررسی جمعی          | بررسی جمعی          |
| منبع                | رتبه‌بندی            |
| ------------------- | ------------------- |
| متاکریتیک           | ۸۳/۱۰۰              |
| بررسی انتقادی       |                     |
| منبع                | رتبه‌بندی            |
| About.com           | 5/5 ستاره           |
| آل‌میوزیک            | [ ۷ ]               |
| کرنگ!               | [ ۶ ]               |
| پیچفورک             | ۸٫۷/۱۰              |
| پاپ‌مترز             | ۶/۱۰                |
| کیو (مجله)          | [ ۱۰ ]              |
| ریکورد کالکتر       | [ ۱۱ ]              |
| Spin                | ۸/۱۰                |
| Sputnikmusic        | ۴٫۵/۵               |